# Трагіфарс
Трагіфарс — різновид трагікомедії, що виникає при перетині трагедії та фарсу — малого комічного жанру, що утворився в західноєвропейському середньовічному театрі й являв собою сценічні замальовки життєподібних побутових ситуацій здебільшого комічного чи сатиричного характерів, а також «театралізовані» анекдоти.